# چن بیائو
چن بیائو (انگلیسی: Chen Biao؛ زادهٔ ۹ فوریهٔ ۱۹۷۱) شمشیرباز اهل چین بود. وی در بازی‌های المپیک تابستانی ۱۹۹۲ شرکت کرده‌است.